# Робер, Александр Николаевич
Александр Николаевич Робер (1819—1880) — русский педагог.

## Биография
Происходил из обер-офицерских детей. Окончил в 1837 году 1-ю Московскую гимназию. Затем на казённый счёт учился на первом (историко-филологическом) отделении философского факультета Московского университета.
После окончания в 1841 году университетского курса со степенью кандидата он был определён старшим учителем латинского языка во 2-ю Московскую гимназию, а 2 октября того же года поступил ещё и преподавателем латинского языка в Московский сиротский дом (преподавал до 8 августа 1844 года). С 1 января 1843 года А. Н. Робер состоял преподавателем русского языка в московском Доме трудолюбия (в 1847 году был переименован в Елизаветинское училище), а в 1845—1849 годах был преподавателем в Екатерининском училище. Оставаясь преподавателем в Елизаветинском училище, 17 ноября 1849 года А. Н. Робер был назначен во 2-й московской гимназии старшим учителем греческого языка и преподавал его до 9 ноября 1862 года, когда был назначен инспектором гимназии.
С 4 февраля 1866 года он был назначен директором училищ Тверской губернии и Тверской гимназии; вышел в отставку в 1871 году.
С 1872 года преподавал педагогику и дидактику в женской учительской школе П. П. Максимовича, где предложил не применять для оценки знаний баллы, заменив их характеристиками успеваемости класса и каждой ученицы за полугодие.
Умер в Твери 28 марта (9 апреля) 1880 года.

## Семья
Жена: Софья Михайловна, урожденная Грановская. У них дети:
- Николай;
- Екатерина — в 1868 году вышла замуж за Ивана Николаевича Мамонтова (1846—1899), владельца усадьбы в Пекуново, и родила от него семерых детей;
- Софья — первый муж Дмитрий Татищев умер в 1878 году и она вышла замуж за Владимира Дмитриевича Синицина, выпускника медицинского факультета Московского университета.
- были ещё 2 дочери.